# شانس مجدد
شانس مجدد یا رپشاژ (به انگلیسی: Repechage) به مسابقاتی گفته می‌شود که بازندگان افرادی که به فینال راه پیدا کرده‌اند می‌توانند با حریفان خود مسابقه داده و به مدال برنز دست پیدا کنند. شانس مجدد در بسیاری بازی‌ها برگزار می‌شود. در بازی‌های کشتی آزاد و کشتی فرنگی به این صورت عمل می‌شود که تمام کسانی که از فینالیست شکست خورده‌اند با هم رقابت ی کنند و در نهایت به دو نفر که در میان شکست خوردگان دو فینالیست برتر شوند مدال برنز داده می‌شود.